# ФК Беса Пећ
Фудбалски клуб Беса Пећ (алб. Klubi Futbollistik Besa Pejë), познат као Беса Пећ, професионални је фудбалски клуб из Пећи. Домаћи терен им је стадион Шахин Хаџиисљами, а такмиче се у Другој лиги Републике Косово.

## Историја

### Почетна историја (1923—1945)
Садашњи клуб се сматра наследником низа различитих фудбалских и спортских клубова који су деловали у Пећи од 1923. године, а први је био Бехари и Ри. Године 1924. основан је још један клуб по имену Гајрет Пећ, али је убрзо након тога угашен. Други клубови који су такође формирани у Пећи у то време су: Зелени венац (1925), Тарабош (1927), Дукађини Пећ (1928), Раднички Пећ (1930), Будућност Пећ (1935) и Ардмерија Пећ (1941). Од 1923. до Другог светског рата, различити клубови који су представљали Пећ такмичили су се само на пријатељским турнирима јер ниједан није био члан Београдског лоптачког подсавеза. Клуб који је представљао град такмичио се у Суперлиги Албаније 1942. године, али Фудбалски савез Албаније не признаје ратна првенства која су одржана у Албанији.

### Развој фудбала (1945—1991)
Након завршетка Другог светског рата, фудбал у Пећи и на читавом подручју Косова и Метохије постао је истакнутији. Најдоминантнији клуб у послератном периоду био је ФК Будућност Пећ, али су били активни и други клубови, попут Перпаримија Пећ који је функционисао између 1949. и 1951. године. Године 1974. формиран је први клуб који се звао Беса, одакле потиче и данашњи назив, што на албанском језику значи обећање.

### Распад Југославије (1991—1998)
Током 1990-их јавља се изражена етничка напетост у бившој Југославији. Три главна клуба која су функционисала у Пећи одржала су заједничку скупштину почетком 1991. године и одлучили да се споје како би створили оно што је данас познато као ФК Беса Пећ који би се такмичио у нелегалној лиги Косова коју је организовао Фудбалски савез Републике Косово, који је био ван система фудбалских лига Југославије. Ова паралелна такмичења су била лошег квалитета и ограничена на утакмице које су се играле на удаљеним сеоским теренима, јер су стадиони били власништво клубова који су играли у јединој легалној лиги. До 1996. године Суперлига Републике Косово се одржавала у четири различите групе, чији су се победници тада сусрели у плеј офу да би одредили шампиона, али је 1996. године враћен првобитни формат лиге. Суперлига Републике Косово 1997/98. прекинута је због почетка рата на Косову и Метохији.

### Послератни период (1999—2003)
Рат на Косову и Метохији је разорио покрајину, укључујући Пећ, а спортске активности су обустављене 1999. године. Фудбал, као и већина других спортова, морао је поново да се покрене, те је развој ФК Бесе Пећ био спор како је клуб почео да се обнавља. Ослањао се на донаторе из града, а главни донатор послератног периода било је Пећко пиво, које је у јулу 2003. године постала главни финансијер клуба.

## Играчи

### Тренутни
Ажурирано 6. фебруара 2021. 
| Бр. |             | Позиција | Играч                    |
| --- | ----------- | -------- | ------------------------ |
| 1   | Србија      | Г        | Агрон Кољај              |
| 2   | Енглеска    | О        | Гури Хана                |
| 3   | Србија      | О        | Ваљтон Ибрахими          |
| 5   | Србија      | О        | Арди Ајдини              |
| 6   | Србија      | Н        | Гентрит Салиху           |
| 7   | Србија      | С        | Ерјон Морина             |
| 8   | Албанија    | С        | Дијелор Бесени           |
| 9   | Србија      | Н        | Ардит Тахири             |
| 10  | Србија      | С        | Донат Шећероли (капитен) |
| 11  | Србија      | Н        | Беким Малићи             |
| 13  | Мауританија | С        | Етмане М’Хејмар          |
| 15  | Србија      | С        | Дијар Халили             |
| 16  | Србија      | Г        | Крешник Нреца            |

| Бр. |             | Позиција | Играч                                       |
| --- | ----------- | -------- | ------------------------------------------- |
| 17  | Србија      | С        | Фестим Хаџију                               |
| 18  | Црна Гора   | О        | Блажо Рајовић                               |
| 19  | Србија      | С        | Арди Ћори (на позајмици из Фероникелија 74) |
| 21  | Србија      | С        | Рон Рачи                                    |
| 22  | Србија      | Н        | Дрен Идризи                                 |
| 27  | Мауританија | О        | Билал Тагијулах                             |
| 26  | Србија      | Н        | Редон Сиља                                  |
| 30  | Србија      | С        | Ерник Брути                                 |
| 33  | Србија      | Н        | Дурим Жури (на позајмици из Приштине)       |
| 34  | Албанија    | О        | Агон Џака (на позајмици из Приштине)        |
| 36  | Мауританија | Н        | Ахмед Салем М’барек                         |
| 37  | Србија      | С        | Бојкен Шаља                                 |
| 40  | Србија      | Г        | Висар Хаџијај                               |

### На позајмици
| Бр. |        | Позиција | Играч                                              |
| --- | ------ | -------- | -------------------------------------------------- |
| 4   | Србија | О        | Анди Аљшићи (у Рамизу Садикуу до 30. јуна 2021.)   |
|     | Србија | С        | Арбер Мазниколи (у Фениксу Бања до 30. јуна 2021.) |